# کانوویندرا
کانوویندرا (به انگلیسی: Canowindra) یک شهرک در استرالیا است که در نیو ساوت ولز واقع شده‌است.